# Cricetomys
Het geslacht Cricetomys omhelst grote ratten uit Sub-Saharisch Afrika. De dieren worden 25-45 cm lang en hebben een geschubde staart van 36-46 cm. Wijfjes wegen 1 tot 1,5 kg en mannetjes tot 3 kg.

## Toepassing
De Zuidelijk Afrikaanse reuzenhamsterrat (Cricetomys ansorgei) wordt ingezet voor het opsporen van explosieven. De dieren worden door conditionering geleerd dat er een verband bestaat tussen de geur van explosieven en het verkrijgen van voedsel. Ook worden ze gebruikt voor het opsporen van tuberculose, slachtoffers van rampen, en van producten van wilde dieren, zoals ivoor van olifanten en schubben van schubdieren.

## Soorten
Er worden 4 soorten in dit geslacht geplaatst:
- Cricetomys ansorgei O. Thomas, 1904
- Cricetomys emini Wroughton, 1910 – Eminhamsterrat
- Cricetomys gambianus Waterhouse, 1840 – Gambiahamsterrat
- Cricetomys kivuensis Lönnberg, 1917